# Escola Tècnica Superior d'Enginyeria Agrària
L'Escola Tècnica Superior d'Enginyeria Agrària (o, abreujat, ETSEA) és un centre universitari que forma part de la Universitat de Lleida (UdL). L'ETSEA està ubicada a la zona de Ciutat Jardí, de la ciutat de Lleida, en una finca de 12,5 ha (que antigament allotjava la “Granja-Escola de la Diputació de Lleida”). Actualment (any 2021) el centre disposa de 8 edificis amb instal·lacions adequades per a la formació universitària i la recerca en els àmbits agroalimentari-forestal-veterinari; aquests edificis alberguen aules, aules informàtiques, laboratoris docents i de recerca, serveis cientificotècnics Arxivat 2020-07-24 a Wayback Machine., planta pilot de tecnologia d'aliments, sala de necròpsies, laboratori de mecanització agrària, copisteria, biblioteca, centre de documentació europea Arxivat 2022-03-02 a Wayback Machine., sales d'estudi, cafeteria-restaurant i xiloteca; també es disposa d'hivernacles i camps de fruiters, adequats per a la docència i l'experimentació. A més, es disposa d’unes instal·lacions modernes al municipi de Torrelameu dedicades a una Unitat Quirúrgica Docent de Veterinària Arxivat 2021-09-18 a Wayback Machine., destinada a formació i a donar servei al sector veterinari. A nivell de personal, l’ETSEA té actualment al voltant de 200 professors, 70 persones d’administració i serveis, i 1.300 estudiants (de Grau, Màster i Doctorat).
Els seus inicis cal situar-los en la publicació del Decret de 4 d’abril de 1968 (BOE de 22 d’abril) i Decret de 27 de juliol de 1968 (BOE de 30 de juliol), en els quals s'aprovaven a Lleida una Escuela Universitaria de Ingeniería Tècnica Agrícola (EUITA) i una Escuela Tècnica Superior de Ingenieros Agrónomos (ETSIA), integrades inicialment al Instituto Politécnico de Barcelona, que més tard es va convertir en la Universitat Politècnica de Barcelona (UPB), i finalment en l’actual Universitat Politècnica de Catalunya (UPC). Les dues Escoles inicials (EUITA i ETSIA) van conviure durant uns anys i després es van fusionar en un únic centre, el qual va adoptar la nova i actual denominació: Escola Tècnica Superior d’Enginyeria Agrària (ETSEA). Des del 1992 l’Escola va deixar de pertànyer a la UPC i va ser integrada a la recent creada Universitat de Lleida.
L’ETSEA constitueix el campus agroalimentari i forestal més important de Catalunya i un dels més importants d'Espanya. En el campus, a més de les instal·lacions universitàries, s'hi ubiquen instal·lacions d'altres organismes relacionats amb serveis al sector agrari, amb els que  existeixen col·laboracions. Així, s'hi ubiquen instal·lacions de l'Institut de Recerca i Tecnologia Agroalimentàries (IRTA), i altres instal·lacions dependents del Departament d'Acció Climàtica, Alimentació i Agenda Rural (DACC)- Generalitat de Catalunya, tal com i l’Estació d’Avisos Fitosanitaris de Lleida i els Serveis de Sanitat Vegetal i de Sanitat Animal. Per altra part, l’ETSEA manté relacions properes a nivell de formació i recerca amb l’IRTA-Lleida, l’Arborètum Dr. Pius Quer i Font (i altres unitats del Parc Científic i Agroalimentari de Lleida) i amb el Centre de Ciència i Tecnologia Forestal de Catalunya (amb seu a Solsona).
La recerca capdavantera realitzada pels investigadors al campus ETSEA és un factor de prestigi i diferencial per la UdL. Les estructures de recerca estant formades pels 18 grups de recerca consolidats amb seu al campus (reconeguts per la Generalitat de Catalunya), pel Centre CERCA Agrotecnio (membre de la xarxa CERCA) i pel Centre de Desenvolupaments Biotecnològics Agroalimentaris (DBA, reconegut amb el segell TECNIO). La producció i impacte científic dels resultats publicats pels investigadors fa que la UdL es situï en llocs destacats a nivell dels principals rànquings mundials d’investigació. Així, la UdL està present en el rànquing Shangai Ranking’s Global Ranking of Academic Subjects-ARWU, ocupant l’any 2021 les següents posicions entre les millors universitats del món en quan als àmbits següents:
- Entre les posicions 51-75, en Food Science andTechnology
- Entre les posicions 101-150, en Agricultural Sciences
- Entre les posicions 151-200, en Veterinary Sciences
- Entre les posicions 201-300, en Ecology

Amb relació a les titulacions, al curs 192/73 s'iniciaren els estudis d’Enginyeria Tècnica Agrícola (ETA) en un edifici i instal·lacions que tenia la Diputació de Lleida en una finca pròxima a la ciutat de Lleida (a la carretera de Huesca). En els primers anys, els alumnes d’ETA es titulaven en una única especialitat (Explotacions agropecuàries) si bé més endavant es posaren en marxa altres especialitats (Hortofructicultura, Indústries Agràries i Alimentaries, i Mecanització i Construccions Rurals). Al curs 1976/77 s'iniciaren els estudis d’Enginyeria Agronòmica (EA), segons un model cíclic constituït per tres cursos inicials que permetien assolir la titulació d’Enginyeria Tècnica i posteriorment tres cursos addicionals que permetien assolir l’Enginyeria Superior. Inicialment es podia cursar solament l'especialitat de Fitotècnia, si bé a partir del curs 1983/84 es va ampliar l’oferta a les especialitats de Producció animal, i d’Indústries Agràries. Al llarg del pas dels anys es van anar incorporant titulacions de l’àmbit forestal (Enginyeria Tècnica Forestal, al 1989; i Enginyeria de Forests, a l’any 1992), així com un segon cicle de la llicenciatura en Ciència i Tecnologia d’Aliments (al 1993) i la llicenciatura en Biotecnologia (al 2005). L'any 2007 es concreta a Espanya l'aplicació de l’ Espai Europeu d'Educació Superior (pla Bolonya) i es comencen a adaptar totes les titulacions de l’ETSEA als requisits dels nous ensenyaments de Grau i Màster.
L’oferta de titulacions que actualment es poden estudiar a l’ETSEA són 4 Graus, 2 Dobles Graus i 8 Màsters. Els graus que s'imparteixen són: Biotecnologia; Ciència i tecnologia dels aliments; Enginyeria agrària i alimentària i Enginyeria forestal. A més, s'ofereix el Doble Grau en Enginyeria Forestal i Conservació de la Natura, i des de l'any acadèmic 2015-16 s'ha afegit una doble titulació formada pel Grau en Veterinària i el Grau en Ciència i producció animal. En quan a Màsters s'ofereixen els següents: Màster en Enginyeria agronòmica i Màster en Enginyeria de Forests (que són màsters habilitants), i altres màsters d’especialització com: Màster en Gestió de Sòls i Aigües, Màster en Gestió i Innovació en la Industria Alimentària, Màster en Protecció Integrada de Cultius, Màster en Sanitat i Producció Porcina (en l’àmbit agrari), i el Màster en Incendis Forestals, Màster Erasmus Mundus in Spatial and Ecological Modelling in European Forestry, i Màster Erasmus Mundus in Mediterranean Forestry (en l’àmbit forestal).
Tot aquest ventall de titulacions enfocades a la formació de diferents tècnics competents per desenvolupar activitats professionals en els àmbits agroalimentaris-forestals-veterinaris converteix a l’ETSEA en un centre singular i únic en comparació als altres centres universitaris similars de Catalunya i Espanya.

## Directors de l'Escola[calcitació]
- José Baquero de la Cruz (1972-76)
- Javier Barragán Fernández (1976-78)
- Jaume Ros Mestres (1977-78)
- Juan Antonio Martín-Sánchez (1978-1984)
- Jaume Porta Casanellas (1984-1987)
- Ramon Albajes Garcia (1987-1990)
- Francisco Juárez Rubio (1990-1998)
- Ignacio Romagosa Clariana (1998-2001)
- Antonio Michelena Bárcena (2001-2007)
- Jaume Lloveras Vilamanyà (2007-2010)
- Maria Rosa Teira Esmatges (2010-2013)
- José Narciso Pastor Sáez (2013-2019)
- Jordi Graell Sarlé (2019-actualidad)

## Oferta d'estudis
Estudis de Grau:
- Grau en Biotecnologia
- Grau en Enginyeria Forestal
- Grau en Enginyeria Agrària i Alimentària
- Grau en Ciència i Tecnologia dels Aliments
- Doble Grau en Veterinària i Ciència i Producció Animal
- Doble Grau en Enginyeria Forestal i Conservació de la Natura

Estudis de Màster:
- Màster en Enginyeria Agronòmica
- Màster en Gestió de Sòls i Aigües
- Màster en Gestió i Innovació en la Industria Alimentària
- Màster en Protecció Integrada de Cultius
- Màster en Sanitat i Producció Porcina
- Màster en Millora Genètica Vegetal Arxivat 2022-07-04 a Wayback Machine.
- Màster en Enginyeria de Forests
- Màster en Incendis Forestals
- Màster Erasmus Mundus in Spatial and Ecological Modelling in European Forestry
- Master Erasmus Mundus in Degree Mediterranean Forestry and Natural Resources Management